# Elazığ İl Özel İdarespor
L'Elazığ İl Özel İdarespor è una squadra di pallacanestro femminile con sede a Elâzığ, in Turchia.
Fondata nel 2010, ha partecipato alla Kadınlar Basketbol Süper Ligi fino al 2022, anno in cui è retrocessa.